# Нахон Ної
Нахон Ної — двадцять другий правитель королівства Лансанг.

## Біографія
Був сином і спадкоємцем короля Сен Сулінти.
Про його коротке правління відомо дуже мало. У джерелах не відображено те, чи його обрали наступником Сен Сулінти бірманці. Якщо він і мав підтримку серед придворної знаті Лансангу, то дуже швидко вони розчарувались у його правлінні. Не пройшло й року після сходження на престол, як двір подав клопотання до короля Нандабаїна про усунення Нахон Ної від влади.
Відповідно до різних хронік правління Нахон Ної не вважалось справедливим, він не дотримувався ані моральних, ані релігійних принципів. Деякі джерела вказують на те, що він мав багато ворогів при дворі, які не вважали його легітимним правителем через походження Нахон Ної та походження його батька. У будь-якому разі 1583 року короля повалили, ув'язнили та відправили назад до Пегу.
Від того моменту в країні почався період між царства, коли тривала боротьба за владу між різними кланами при дворі, а король на троні був фактично відсутній. Така ситуація підкреслювала слабкість двору в Тегу, який уже не міг впливати на ситуацію в окупованих землях, оскільки сам був змушений протистояти внутрішнім викликам. Натомість лансанзька знать також не наважувалась виступити проти Бірми, оскільки не могли дійти згоди в питанні спадкування престолу. Таке тривало впродовж 8 років.
Ситуація вирішилась 1590 року, коли знать Лансангу відрядила до бірманського двору в Тегу делегацію, що звернулась із проханням про звільнення Кео Кумане, який повернувся на батьківщину та 1591 року зайняв трон.